# 阿武郡
阿武郡（日语：／ Abu gun */?）是山口縣轄下的一郡。
現管轄有以下1町：
- 阿武町

過去的範圍還包括現在的萩市全部地區以及山口市的北部地區。

## 歷史
在平成大合併以前，除了阿東町以外的7個町村與萩市共同組成萩廣域市町村圈以處理廣域行政工作，因此在2004年這7個町村也開始計畫與萩市進行合併，但最後阿武町對基金的分配有不同的意見因而退出了合併計畫，最後除了阿武町以外的6個町村仍是順利與萩市完成合併。

### 年表
- 1889年4月1日：實施町村制，阿武郡下轄：萩町、椿郷西分村、椿郷東分村、山田村、三見村、大井村、六島村、須佐村、彌富村、田萬崎村、小川村、吉部村、高俣村、明木村、佐佐並村、福川村、紫福村、川上村、篠生村、生雲村、地福村、德佐村、嘉年村、奈古村、宇田鄉村、福賀村。
  - 見島郡：見島村。
- 1896年4月1日：見島郡被併入阿武郡。
- 1910年7月1日：椿鄉西分村改名為椿村。
- 1921年5月17日：椿鄉東分村改名為椿東村。
- 1923年4月1日：萩町、椿東村、椿村、山田村合併為新設置的萩町。
- 1924年2月11日：須佐村改制為須佐町。
- 1932年7月1日：萩町改制為萩市。
- 1940年11月3日：田萬崎村改制並改名為江崎町。
- 1942年11月3日：奈古村改制為奈古町。
- 1955年1月1日：奈古町、宇田鄉村、福賀村合併為阿武町。
- 1955年3月1日：三見村、大井村、六島村、見島村被併入萩市。
- 1955年4月1日：
  - 篠生村、生雲村、地福村、德佐村、嘉年村合併為阿東町。
  - 佐佐並村和明木村合併為旭村。
  - 高俣村和吉部村合併為睦美村。
  - 紫福村和福川村合併為福榮村。
  - 須佐町和彌富村合併為須佐町。
  - 江崎町和小川村合併為田萬川町。
- 2005年3月6日：萩市與川上村、田萬川町、睦美村、須佐町、旭村、福榮村合併為新設置的萩市。
- 2010年1月16日：阿東町被併入山口市。

### 變遷表
| 1889年4月1日  | 1889年 - 1926年            | 1889年 - 1926年           | 1926年 - 1954年                  | 1955年 - 1989年       | 1989年 - 現在            | 現在                     |
| ------------- | -------------------------- | ------------------------- | -------------------------------- | --------------------- | ------------------------ | ------------------------ |
| 萩町          | 萩町                       | 1923年4月1日 萩町         | 1932年7月1日 萩市                | 1932年7月1日 萩市     | 2005年3月6日 萩市        | 2005年3月6日 萩市        |
| 椿郷西分村    | 1910年7月1日 改名為椿村    | 1923年4月1日 萩町         | 1932年7月1日 萩市                | 1932年7月1日 萩市     | 2005年3月6日 萩市        | 2005年3月6日 萩市        |
| 椿郷東分村    | 1921年5月17日 改名為椿東村 | 1923年4月1日 萩町         | 1932年7月1日 萩市                | 1932年7月1日 萩市     | 2005年3月6日 萩市        | 2005年3月6日 萩市        |
| 山田村        |                            | 1923年4月1日 萩町         | 1932年7月1日 萩市                | 1932年7月1日 萩市     | 2005年3月6日 萩市        | 2005年3月6日 萩市        |
| 三見村        | 三見村                     | 三見村                    | 三見村                           | 1955年3月1日 併入萩市 | 2005年3月6日 萩市        | 2005年3月6日 萩市        |
| 大井村        |                            |                           |                                  | 1955年3月1日 併入萩市 | 2005年3月6日 萩市        | 2005年3月6日 萩市        |
| 六島村        |                            |                           |                                  | 1955年3月1日 併入萩市 | 2005年3月6日 萩市        | 2005年3月6日 萩市        |
| 見島郡 見島村 | 1896年4月1日 阿武郡見島村  | 1896年4月1日 阿武郡見島村 | 1896年4月1日 阿武郡見島村        | 1955年3月1日 併入萩市 | 2005年3月6日 萩市        | 2005年3月6日 萩市        |
| 須佐村        | 須佐村                     | 1924年2月11日 須佐町      | 1924年2月11日 須佐町             | 1955年4月1日 須佐町   | 2005年3月6日 萩市        | 2005年3月6日 萩市        |
| 彌富村        |                            |                           |                                  | 1955年4月1日 須佐町   | 2005年3月6日 萩市        | 2005年3月6日 萩市        |
| 田萬崎村      | 田萬崎村                   | 田萬崎村                  | 1940年11月3日 改制並改名為江崎町 | 1955年4月1日 田萬川町 | 2005年3月6日 萩市        | 2005年3月6日 萩市        |
| 小川村        |                            |                           |                                  | 1955年4月1日 田萬川町 | 2005年3月6日 萩市        | 2005年3月6日 萩市        |
| 吉部村        | 吉部村                     | 吉部村                    | 吉部村                           | 1955年4月1日 睦美村   | 2005年3月6日 萩市        | 2005年3月6日 萩市        |
| 高俣村        |                            |                           |                                  | 1955年4月1日 睦美村   | 2005年3月6日 萩市        | 2005年3月6日 萩市        |
| 明木村        | 明木村                     | 明木村                    | 明木村                           | 1955年4月1日 旭村     | 2005年3月6日 萩市        | 2005年3月6日 萩市        |
| 佐佐並村      |                            |                           |                                  | 1955年4月1日 旭村     | 2005年3月6日 萩市        | 2005年3月6日 萩市        |
| 福川村        | 福川村                     | 福川村                    | 福川村                           | 1955年4月1日 福榮村   | 2005年3月6日 萩市        | 2005年3月6日 萩市        |
| 紫福村        |                            |                           |                                  | 1955年4月1日 福榮村   | 2005年3月6日 萩市        | 2005年3月6日 萩市        |
| 川上村        |                            |                           |                                  |                       | 2005年3月6日 萩市        | 2005年3月6日 萩市        |
| 奈古村        | 奈古村                     | 奈古村                    | 1942年11月3日 奈古町             | 1955年1月1日 阿武町   | 1955年1月1日 阿武町      | 1955年1月1日 阿武町      |
| 宇田鄉村      |                            |                           |                                  | 1955年1月1日 阿武町   | 1955年1月1日 阿武町      | 1955年1月1日 阿武町      |
| 福賀村        |                            |                           |                                  | 1955年1月1日 阿武町   | 1955年1月1日 阿武町      | 1955年1月1日 阿武町      |
| 德佐村        | 德佐村                     | 德佐村                    | 德佐村                           | 1955年4月1日 阿東町   | 2010年1月16日 併入山口市 | 2010年1月16日 併入山口市 |
| 篠生村        |                            |                           |                                  | 1955年4月1日 阿東町   | 2010年1月16日 併入山口市 | 2010年1月16日 併入山口市 |
| 生雲村        |                            |                           |                                  | 1955年4月1日 阿東町   | 2010年1月16日 併入山口市 | 2010年1月16日 併入山口市 |
| 地福村        |                            |                           |                                  | 1955年4月1日 阿東町   | 2010年1月16日 併入山口市 | 2010年1月16日 併入山口市 |
| 嘉年村        |                            |                           |                                  | 1955年4月1日 阿東町   | 2010年1月16日 併入山口市 | 2010年1月16日 併入山口市 |